# Държавно устройство на Бруней
Бруней е абсолютна монархия, оглавявана от султан .
Султанът е обслужван от 4 съвета и кабинет от министри, но ефективно притежава абсолютна власт .
Основателят на сегашната династия е третият султан на Бруней – арабинът Шариф Али от Таиф, който се оженил за местна брунейска принцеса. Той донася на острова и исляма и построява много джамии .
Сегашният държавен глава (и глава на брунейското правителство) е 29-ият султан на Бруней Хасан ал Болкиах (роден на 15 юни 1946; син на султан Омар Али Саифуддин III ), чиято титла се предава по наследство в тяхната династия, датираща от 15 век. Освен короната и поста на министър-председател Болкиах е и министър на отбраната и финансите .
Брунейската конституция от 29 септември 1959 г.,  предоставя върховната власт на султана, а след размириците от 1962 включва специални прерогативи при извънредно положение. Дефакто извънредното положение от 1962 г. не е отменено, но се подновява всеки 2 години и е все още в сила 
Султанът се провъзгласява за „непогрешим“ в рамките на брунейските закони, като за това на 9 март 2006 променя конституцията .
Законодателният съвет няма никаква реална власт, а съществува в ролята на съвещателен орган в услуга на монарха . Не съществува избираемо законодателно тяло. На 1 септември 2004 султанът свиква назначен законодателен съвет, който не се бил събирал от времето на провъзгласяване на независимостта на страната през 1984 година. Султанът разпуска съвета на 1 септември 2005 и назначава нов законодателен съвет на следващия ден.
Единствената политическа партия е Националната партия на развитието. Националната брунейска партия на солидарността и Партията на народното съзнание са дерегистрирани; партиите броят ограничен брой членове и развиват маргинална дейност 
Султанът на Бруней бе считан за най-богатия човек на света, с капитали над 20 милиарда щатски долара.
Медиите са изключително проправителствено настроени и султанското семейство запазва високопочитания си статут в страната. Критика по отношение на монархията или исляма не се толерира.